# ミー・アンド・マイガール
ミー・アンド・マイガール（Me And My Girl）は、1930年代のロンドンを舞台にしたミュージカル。

## 概要
1937年にイングランド ロンドンで初演され、『マイ・フェア・レディ』の男性版とも言われるミュージカル。因みに、名前のみ出てくるが、『マイ・フェア・レディ』の主人公ともいえる「ヒギンズ教授」がサリーを一人前のレディにしたという設定になっている。英国のミュージックホールの音楽をベースにしたテンポの良い音楽、小気味よいタップダンス、出演者が客席で歌い踊る場面などで構成された娯楽作品。
コメディアンのルピノ・レインに当て書きされたとされ、初演ではルピノ自身が主役のビルを演じ、その体当たり演技が評判となりロングラン公演となった。ルピノは1937年の初演をはじめ、1941年、1945年、1949年と再演版でもビル役を務めている。
1985年リバイバル上演ではロバート・リンゼイが主役のビルを担当。1986年には、米ニューヨークのブロードウェーにも上陸した。

## あらすじ
ときは1930年代後半、ところはイングランドのロンドン。
由緒正しい名門貴族ヘアフォード伯爵家では跡継ぎを残さないまま当主が亡くなり、伯爵家の後継者選びが問題となっていた。当主の遺言は、若い頃のあやまちで出来た一人息子ウィリアム（通称ビル）の行方を捜し出し、彼が貴族に相応しい人物ならば爵位と全財産を継がせ、そうでなければ年金を受け取らせて隠居させるというものだった。
この問題を話し合う為に、親戚一同（当主の妹・公爵夫人マリア、その姪ジャッキー、公爵夫人の甥ジェラルド、親族のバターズビー卿、バターズビー夫人、ジャスパー・トリング卿、そして後見人の男爵ジョン卿）が伯爵邸に集まる。
だが、パーチェスター弁護士が見つけてきたビルはロンドンの下町・ランベスで育った無教養で品のないがさつな青年だった。ジョン卿はビルを認めないが、遺言執行人の公爵夫人マリアはビルを紳士に仕立てるべく厳しい後継ぎ教育を施す。
ヘアフォード家の爵位と財産が転がり込むものと思っていたジャッキーは、あっさりと遊び者のジェラルドを見限り、色仕掛けでビルに迫る。ところが、ビルには同じくランベス育ちの恋人サリーがいて、一途な愛を貫くビルはジャッキーに容易になびかない。
一方、サリーは下町出身で貴族に求められる礼儀作法がなっていないことから、ビルとの関係をマリアに認めてもらえない。マリアのスパルタ教育で日に日に貴族らしくなっていくビルの姿を見て、サリーは不釣り合いな自分から身を引こうと決心、ビルに恥をかかせて嫌われるように仕向け、ランベスに帰ってしまう。そんな彼女に、ジョン卿はある取引を持ちかける……。

## 主な登場人物
- ビル（ウィリアム）・スナイブスン - 主人公。ロンドンの下町ランベスで見つかったヘアフォード伯爵の世継ぎ。
- サリー・スミス - ヒロイン。ビルの恋人。魚市場で働く。
- ジョン・トレメイン卿 - マリアの友人で遺言の執行人。
- ディーン・マリア公爵夫人 - ビルの叔母。遺言の執行人。
- ジェラルド・ボリングブローグ - マリアの甥。ジャッキーのフィアンセ。
- ジャクリーン（ジャッキー）・カーストン - マリアの姪。財産目当てにビルを誘惑する。
- パーチェスター - ヘアフォード家の弁護士。
- ヘザーセット - ヘアフォード家の執事。
- バターズビー卿 - 親族の一人。
- レディ・バターズビー - バターズビー卿夫人。
- ジャスパー・ストリング卿 - マリアの友人。
- セリア・ワーシントン・ワーシントン - 英国で最も古い家柄のひとつ。
- アナスタシア・ブラウン夫人 - ランベスの下宿の女将。
- ランベス・キング、ランベス・クイーン
- ボッブ・パーキング - ビルの友人。

## 日本での上演

### 東宝版
- 2003年3月2日～30日/帝国劇場/演出：山田和也
- 2006年6月2～26日/帝国劇場/演出：山田和也
- 2009年6月3～28日/帝国劇場・2009年7月4日～15日/中日劇場/演出：山田和也

#### キャスト（東宝版）
|                      | 2003年     | 2006年     | 2009年     |
| -------------------- | ---------- | ---------- | ---------- |
| ビル                 | 唐沢寿明   | 井上芳雄   | 井上芳雄   |
| サリー               | 木村佳乃   | 笹本玲奈   | 笹本玲奈   |
| ジョン卿             | 村井国夫   | 村井国夫   | 草刈正雄   |
| マリア               | 初風諄     | 涼風真世   | 涼風真世   |
| ジェラルド           | 本間憲一   | 本間憲一   | 本間憲一   |
| ジャッキー           | 涼風真世   | 純名りさ   | 貴城けい   |
| パーチェスター       | 武岡淳一   | 武岡淳一   | 武岡淳一   |
| バターズビー卿       | 山賀教弘   | 阿部裕     | 阿部裕     |
| レディ・バターズビー | 白木美貴子 | 福麻むつ美 | 福麻むつ美 |
| ジャスパー卿         | 花房徹     | 花房徹     | 花房徹     |
| ブラウン夫人         | 有希九美   | 伊東弘美   | 伊東弘美   |

### オーバード・ホール版
オーバード・ホール名作ミュージカル上演シリーズの第3弾として2013年2月28日～3月3日に上演、その後第6弾として2015年11月12日～15日に再演された。宝塚版初演でビルを演じた剣幸が本公演でもビルを演じた。
- 2013年2月28日～3月3日/オーバード・ホール/演出：本間憲一
- 2015年11月12日～15日/オーバード・ホール/演出：本間憲一

#### キャスト（オーバード・ホール版）
|                      | 2013年     | 2015年     |
| -------------------- | ---------- | ---------- |
| ビル                 | 剣幸       | 剣幸       |
| サリー               | 野田久美子 | 野田久美子 |
| ジョン卿             | 宝田明     | 宝田明     |
| マリア               | 中尾ミエ   | 中尾ミエ   |
| ジェラルド           | 高山光乗   | 高山光乗   |
| ジャッキー           | 秋山エリサ | 秋山エリサ |
| パーチェスター       | 浅地直樹   | 浅地直樹   |
| バターズビー卿       | 石本伎市朗 | 石本伎市朗 |
| レディ・バターズビー | 柳川玄奈   | 柳川玄奈   |
| ジャスパー卿         | 本間ひとし | 本間ひとし |
| ブラウン夫人         | 荒木里佳   | 荒木里佳   |
| ワーシントン夫人     | 松岡美桔   | 松岡美桔   |
| ランベス・キング     | 安福毅     | 中本雅俊   |
| ランベス・クイーン   | 高谷あゆみ | 高谷あゆみ |